# 包惠僧
包惠僧（1895年1月15日—1979年7月2日），学名道享，又名晦生，化名鲍一德、包一宇、包生，号栖梧老人，湖北黄冈人，政治人物，從事工人运动。中共一大與會委員。中華人民共和國國務院参事。

## 生平
1895年1月15日，包惠僧生于湖北黄冈上巴河包家畈，父親包存嘉是秀才，候補巡政司，但後來棄官，回家鄉務農。因為父親阻撓，所以六歲才發蒙、入私塾，師從熊繼昌，九歲轉到雙塘師從邱介甫。1909年，考入黃州高等小學堂，期間開始接觸孫文學說，了解到熊十力、李四光等黃岡同鄉。

### 初識革命
1911年，辛亥革命之後出走武昌，受到時任教育司長姚晉圻的幫助，投考湖北省立第一师范学校。1917年，從一師畢業，在附小做書記。1918年，到巴河小學任教又遇風波，再次出走武昌，開始為《大漢報》等本地報紙供稿討生活。1919年春，做了報社的記者，並到北京大学中文系旁聽，五四運動後返回武漢，採訪各界抵制日貨的運動，還有蔡濟民、柏文蔚、唐克明等省議員的動向，之後在武漢和陳潭秋同住，又結識了董必武。
1920年1月，到北京、天津採訪周恩來等運動領袖，次月返回武漢參訪正到武漢文華大學講學的陳獨秀。後輾轉幾個通訊社，因為不滿為王占元、何佩瑢等人宣傳，與陳潭秋幾位朋友起意改變省議會，又到漢口法租界拜訪熊晉槐商量組織湖北公民選舉監督團，端正政治風氣。7月，在蛇山與同學巧遇，了解到利群書社的惲代英，又結識劉伯垂，受其介紹於8月與董必武、張國恩、李漢俊、李啟漢等人成立武漢共產主義小組，擔任小組書記。小組成立後，他們在武漢各工廠展開調查，了解工人生活的狀況。上海共產主義小組決定吸收惲代英和利群書店加入，由包惠僧去協調。在李漢俊的組織下結識俄共布爾什維克遠東局的黨員馬邁耶夫，接受他的建議到莫斯科留學。
1921年春節前夕到達上海，但維經斯基已經回國，沒有經費暫時不能去俄留學，就留在上海和李漢俊、楊明齋負責上海小組的工作。5月1日，上海小組在天后宮集會，導致被巡捕搜查，包惠僧受李漢俊指示到廣州向陳獨秀反應。到廣州之後被陳獨秀留下，幫助廣州小組的譚平山、陳公博、譚植棠等人工作。7月，包惠僧和陳公博作為廣州代表赴上海參加中國共產黨建黨會議。20日，到達上海，在上海博文女校落腳，和周佛海同住。23日，一大召開，選舉會議主席、介紹各地狀況。27日，轉移到南湖，討論黨綱、勞動運動計劃和宣言的內容。會議結束後在張國燾組織中國勞動組合書記部做《勞動》週刊的出版工作，自此開始與張國燾不和。又應共產國際代表馬林的建議南下接應陳獨秀回上海主持工作。回上海後被法國巡捕搜查並拘留了5天。

### 二七罷工
初冬，返回武漢任主持黨務，同黃負生、陳潭秋、劉子通等人以時中書局和徐家棚的粵漢工人俱樂部作为活动据点發展黨團和工會。11月，接應張太雷和馬林前往廣州訪問孫中山，促成國共合作。12月初，漢口租界人力車工人反對加租而發生罷工，包惠僧和施洋一起為工人發聲。月中，北上開封幫助隴海鐵路罷工，但抵達時工人訴求已經得到交通部的同意，沒能達到之前的發展工人的效果。經隴海鐵路工人介紹到鄭州京漢鐵路組織工人，為其爭取權益，很快組織起來了京漢鐵路江岸工人俱樂部和鄭州工人俱樂部，也因此結識了項德龍。
1922年春，毛澤東在長沙發動罷課，趙恆惕下令抓捕，避居武昌黨部，和包惠僧同住。7月，被調到中共北京交通部工作，二大後擔任北京區黨委秘書。1923年1月，京汉铁路总工会籌備成立，28日，吳佩孚下令禁止總工會成立。儘管經過李震瀛、楊德甫的斡旋和交涉，2月1日的成立大會還是沒能舉行。6月，總工會舉行遊行示威，發動罷工。7日，吳佩孚派軍警鎮壓罷工集會工人。之後包惠僧和劉子通等人到北京進行政治宣傳，聯合議員向國會提案，但未能通過。

### 國民革命
1923年6月，三大決定開始國共合作，包惠僧也由李大釗介紹加入中國國民黨。10月，返回武汉中共武汉区委工作並當選委員長。1924年2月，武漢區委取消，改為漢口地委。5月，赴上海參加中執會擴大會議。夏，由於武漢的兩個地委被查抄，被迫轉至上海南下廣州，在國民黨中央黨部宣傳部工作，並在國立廣東大學和滇軍幹部學校兼課。1925年2月初，接任黄埔军校政治部主任，兼任黨軍一師三團黨代表，參加兩次東征。
1926年3月20日，中山艦事件後與傅維鈺決定繼續擁護蔣介石的領導，爭取其左轉。7月9日，北伐战争開始，擔任国民革命军第二十二师党代表，和錢大鈞搭檔。8月，到上海準備赴莫斯科學習，又未果，和詹大悲返回廣州。10月10日，北伐軍克服武漢，包惠僧北上至武漢行營與鄧演達會合，筹备武汉中央军事政治学校。
1927年1月，擔任国民革命军独立十四师党代表，負責訓練任務，與夏斗寅搭檔。清黨後，5月，夏斗寅轉向，包惠僧被扣押，後出逃。寧漢合流後，受周恩來指示到南昌接手江西軍委的工作，不巧患病，到高郵、上海暫住。在上海時和李达、施存統、馬哲民一起脱离中共党组织。失去了職業革命家的工作，經濟越發困窘，為賀耀祖辦報謀生。

### 國民政府
1931年，到国民政府武汉行营主任何成浚處做幕僚，後升任陸海空軍總司令部参议。九一八事變後，被蔣介石調任軍事委員會秘書，兼任中央軍校政治教官。1935年，參謀次長楊杰兼任防空委員會委員長，調至防空委員會任職。1936年，轉為文官任内政部參事，1944年任户政司司长。1947年，戶政司擴編為人口局，繼續任局長。

### 回到黨內
1948年，隨中華民國政府遷往廣州，人口局兩次縮編，包惠僧請辭去澳门。1949年11月，从澳门回到北京。1950年，到华北革大政治研究院學習，於12月畢業後分配至内务部工作。1957年4月，調任国务院参事。
1979年7月2日，病逝於北京。